# Polyphaenis hemiphaenis
Polyphaenis hemiphaenis är en fjärilsart som beskrevs av Charles Boursin 1970. Polyphaenis hemiphaenis ingår i släktet Polyphaenis och familjen nattflyn. Inga underarter finns listade i Catalogue of Life.